# Portadores de Mirra

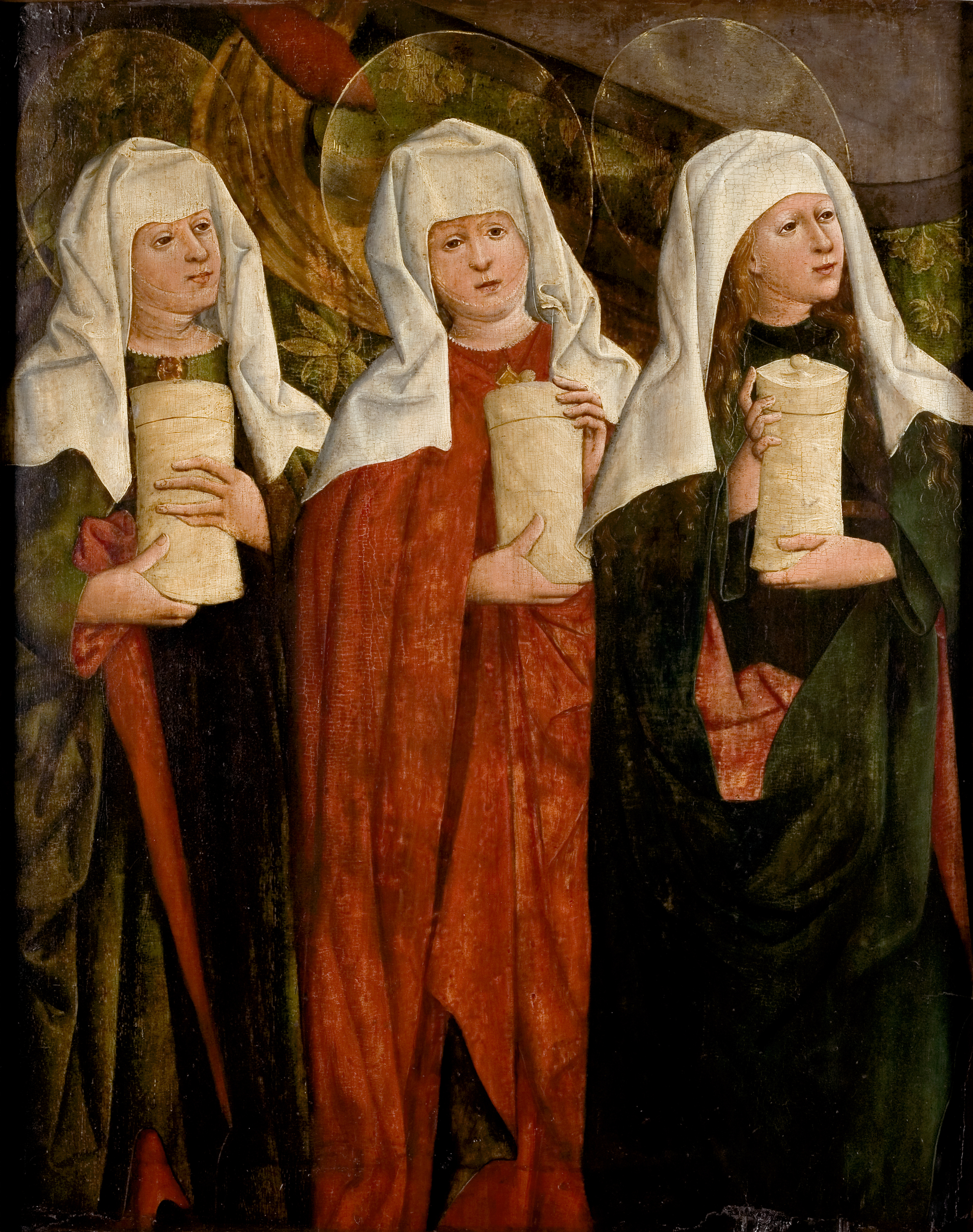
As três Marias no túmulo por Mikołaj Haberschrack, século XV

Na concepção do Catolicismo e da Igreja Ortodoxa, os Portadores de Mirra
ou simplesmente Mirróforos (Grego: Μυροφόροι, Latim: Myrophorae; Eslavo eclesiástico: Жены́-мѷроно́сицы) são os indivíduos mencionados no Novo Testamento que envolveram o corpo de Jesus em mirra, bem como os que estiveram diretamente envolvidos na preparação de seu corpo para o enterro e na descoberta do túmulo vazio após a ressurreição de Cristo.

## Lista de Mirróforos

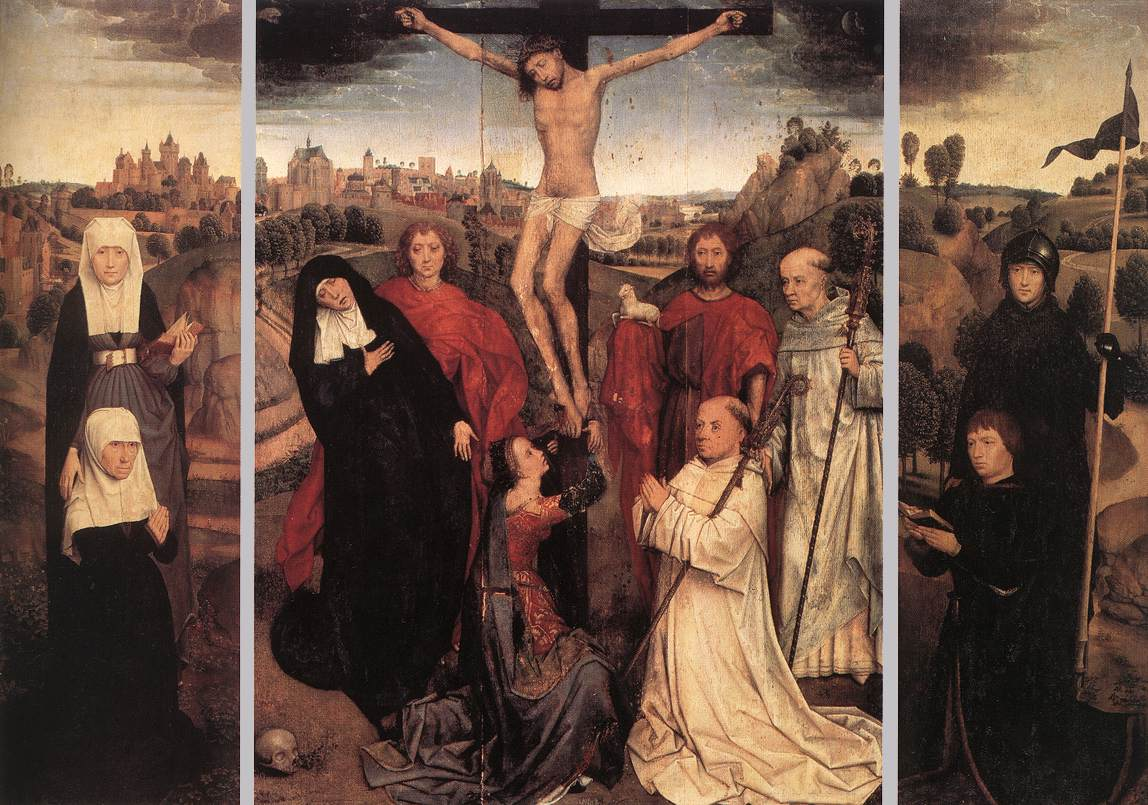
Mulheres na crucificação de Jesus por Hans Memling, século XV

As tradições católica e ortodoxa identificam como portadores de mirra:
- As três Marias
  - Maria Madalena
  - Maria Salomé
  - Maria de Cléofas, identificada como a mesma Maria, mãe de Tiago
- Joana, esposa de Cusa
- Susana
- Maria de Betânia
- Marta de Betânia
- José de Arimateia
- Nicodemos